# Kodila
Kodila es una localidad del municipio de Rapla en el condado de Rapla, Estonia, con una población censada a final del año 2011 de 268 habitantes. 
Se encuentra ubicada en el centro-este del condado, cerca del río Vigala y de la frontera con los condados de Järva y Harju.